# Марія-Трошт
45°25′ пн. ш. 14°49′ сх. д. / 45.41° пн. ш. 14.81° сх. д.
Марія-Трошт (хорв. Marija Trošt) — населений пункт у Хорватії, у Приморсько-Горанській жупанії у складі міста Делниці.

## Населення
Населення за даними перепису 2011 року становило 46 осіб.
Динаміка чисельності населення поселення:

## Клімат
Середня річна температура становить 7,46 °C, середня максимальна – 20,42 °C, а середня мінімальна – -6,49 °C. Середня річна кількість опадів – 1508 мм.
| Клімат поселення                              | Клімат поселення | Клімат поселення | Клімат поселення | Клімат поселення | Клімат поселення | Клімат поселення | Клімат поселення | Клімат поселення | Клімат поселення | Клімат поселення | Клімат поселення | Клімат поселення | Клімат поселення |
| Показник                                      | Січ.             | Лют.             | Бер.             | Квіт.            | Трав.            | Черв.            | Лип.             | Серп.            | Вер.             | Жовт.            | Лист.            | Груд.            |                  |
| Середній максимум, °C                         | 4,54             | 5,08             | 7,84             | 11,66            | 16,59            | 20,03            | 20,42            | 19,99            | 16,31            | 12,36            | 7,22             | 3,46             |                  |
| Середня температура, °C                       | −0,98            | −0,42            | 2,34             | 6,15             | 11,07            | 14,52            | 16,60            | 16,18            | 12,50            | 8,54             | 3,39             | −0,37            |                  |
| Середній мінімум, °C                          | −6,49            | −5,94            | −3,17            | 0,64             | 5,56             | 9,00             | 12,77            | 12,34            | 8,65             | 4,71             | −0,44            | −4,19            |                  |
| Норма опадів, мм                              | 95               | 96               | 114              | 128              | 112              | 133              | 99               | 116              | 138              | 168              | 176              | 133              |                  |
| Середньомісячна швидкість вітру, м/с          | 2.62             | 2.79             | 2.94             | 2.77             | 2.59             | 2.44             | 2.29             | 2.35             | 2.37             | 2.59             | 2.81             | 2.81             |                  |
| Середньомісячна сонячна радіація, кДж/м²·день | 4261             | 7034             | 10257            | 14554            | 18703            | 20228            | 21737            | 18297            | 13508            | 8782             | 4646             | 3525             |                  |
| --------------------------------------------- | ---------------- | ---------------- | ---------------- | ---------------- | ---------------- | ---------------- | ---------------- | ---------------- | ---------------- | ---------------- | ---------------- | ---------------- | ---------------- |
| Джерело:                                      |                  |                  |                  |                  |                  |                  |                  |                  |                  |                  |                  |                  |                  |